# Antonov A-9
O Antonov A-9 foi um planador de assento único projetado e construído na União Soviética na década de 1940, sendo desenvolvido a partir do recordista Red Front 7.

## Projeto e Desenvolvimento
Oleg Antonov vinha desenhando planadores desde o início da década de 1930, tendo sido o mais memorável o Red Front 7 que, voado por Olga Klepikova, atingiu um recorde mundial de distância de 749 km que permaneceu de 1939 até 1951. O A-9 é visto como um desenvolvimento a partir desta aeronave, apesar de que informações detalhadas deste período da aviação da União Soviética é limitado. A fuselagem e a cauda de ambas aeronaves eram muito similares, mas a asa era um tanto diferente.
O A-9 era um monoplano cantilever. No projeto, a asa possuía uma pequena seção central de corda constante e longos e afinados painéis externos, com uma curva em ambas as extremidades, finalizando em pontas de asa redondas e levemente curvadas para baixo. Os painéis eram desmontáveis da seção central para transporte; de maneira não usual, a seção central era parte integral da estrutura da fuselagem, com sua única longarina tendo 3.2 m. A longarina continuava a partir da seção central, possuindo uma cobertura de madeira compensada cobrindo a parte frontal da longarina e coberto com lona na parte traseira. Os ailerons tinham uma grande envergadura, afunilados e cobertos com tela, ocupando cerca de ⅔ do bordo de fuga dos painéis externos; estes painéis também carregavam freios aerodinâmicos do tipo Schempp-Hirth, colocados logo atrás da longarina e finalizando na junta de montagem do painel. A seção da asa era levemente flexionada para trás.
A fuselagem coberta com madeira compensada do A-9 possuía uma seção cruzada oval à frent eda asa e quase circular na traseira, dando-uma aparência de fuselagem pod-and-boom. As superfícies fixas da cauda também eram cobertas com compensado. As superfícies de comando eram cobertas com tela. No projeto, o estabilizador horizontal era afunilado com uma curvatura em ambas as pontas; o amplo leme chegava à quilha e era articulado quase na mesma linha do bordo de fuga do profundor, para que ficasse livre e desse maior amplitude de comando. A linha superior da fuselagem era quase reta, mesmo sobre a parte traseira do longo canopi, apesar de seu pára-brisas ser curvado para o nariz. Não havia esquis ou trem de pouso com rodas; ao in´ves disso, o A-9 era lançado a partir de um dolly e pousava sobre a própria fuselagem, auxiliado por um amortecedor de impacto na traseira.
Em geral, a estrutura do A-9 era pesada e desta forma a carga alar era alta, com 30.5 kg/m²,, se comparado, por exemplo, com o Slingsby T.25 Gull 4, um planador contemporâneo com uma carga alar de 22.3 kg/m². Altas cargas alares fornecem maiores velocidades e ângulos de planeio melhores entre térmicas, mas pior para subidas com pouca sustentação. O Red Front 7 é conhecido por ter utilizado água como lastro em seu voo recorde, mas o A-9 não era equipado para tal possibilidade.

## Histórico operacional
Devido a sua velocidade, o A-9 concentrou-se basicamente em voos de competição e tentativas de recorde.

## Variantes
Dados de Sailplanes 1945–1965
16.24 m de envergaduraVersão padrão.
16.50 m (envergadura estendida)O peso aumentava em 10 kg (22 lb), mas a carga útil de 100 kg (220 lb) mantinha-se, a área da asa diminuía para 12.2 m² (131 ft2) com uma carga alar de 34.5 kg/m² (7.0 lb/ft2). Esta versão pode ter sido designada Antonov A-10, apesar de outras fontes associarem esta designação com uma variante de dois assentos do A-9.